# (4144) Vladvasilʹev
(4144) Vladvasilʹev es un asteroide que forma parte del cinturón de asteroides y fue descubierto por Liudmila Vasílievna Zhuravliova desde el Observatorio Astrofísico de Crimea, en Naúchni, el 28 de septiembre de 1981.

## Designación y nombre
Vladvasilʹev fue designado inicialmente como 1981 SW6.
Posteriormente, en 1994, se nombró en hoonor del bailarín ruso Vladímir Vasíliev.

## Características orbitales
Vladvasilʹev está situado a una distancia media de 3,157 ua del Sol, pudiendo alejarse hasta 3,271 ua y acercarse hasta 3,044 ua. Tiene una excentricidad de 0,03601 y una inclinación orbital de 9,272 grados. Emplea 2049 días en completar una órbita alrededor del Sol.

## Características físicas
La magnitud absoluta de Vladvasilʹev es 11,8. Tiene un diámetro de 24,66 km y su albedo se estima en 0,0666.